# Ken Whisenhunt
Kenneth Moore Whisenhunt, detto Ken (Augusta, 28 febbraio 1962), è un ex giocatore di football americano e allenatore di football americano statunitense nella National Football League (NFL). Venne scelto al 12º giro (313º assoluto) del Draft NFL 1985 dagli Atlanta Falcons. Al college giocò a football alla Georgia Tech University.

## Carriera da giocatore

### Atlanta Falcons
Whisenhunt venne scelto al dodicesimo giro del Draft 1985 dagli Atlanta Falcons. Vi giocò per quattro anni, di cui tre come tight end titolare, realizzando 56 ricezioni per 551 yard e 5 touchdown.

### Washington Redskins
Nel 1990 passò ai Washington Redskins, dove giocò solamente 2 partite.

### New York Jets
L'anno seguente firmò coi New York Jets. In due anni giocò in 17 partite di cui 7 da titolare, realizzando 6 ricezioni per 45 yard.

## Carriera da allenatore
Nel 1997 iniziò la sua carriera da allenatore con i Baltimore Ravens come allenatore dei tight end fino al 1998. Nel 1999 passò ai Cleveland Browns come allenatore degli special team. L'anno successivo firmò coi New York Jets come allenatore dei tight end.
Nel 2001, Whisenhunt passò ai Pittsburgh Steelers ancora come allenatore dei tight. Nel 2004 fu promosso come coordinatore offensivo
Il 14 gennaio 2007 diventò il capo-allenatore degli Arizona Cardinals, chiudendo la sua prima stagione con un record di 8 vittorie e 8 sconfitte. Nel 2008 vinse per la prima volta la NFC West division con un bilancio di 9 vittorie e 7 sconfitte, giungendo fino al Super Bowl contro gli Steelers. Arizona vinse la propria division anche nell'annata successiva con 10 vittorie e 6 sconfitte, venendo poi eliminata al secondo turno dei playoff dai New Orleans Saints. Nel 2010 finì con 5 vittorie e 11 sconfitte, mentre nell'anno successivo terminò con 8 vittorie e altrettante sconfitte. Il 2012 fu il suo ultimo anno coi Cardinals, chiudendo con 5 vittorie e 11 sconfitte.
Nel 2013, Whisenthunt firmò con i San Diego Chargers come coordinatore dell'attacco.
Il 14 gennaio 2014 fu assunto come capo-allenatore dei Tennessee Titans. Nella prima stagione terminò col peggior record della lega, 2-14. L'anno seguente fu licenziato dopo avere vinto una sola gara nelle prime sette.

## Palmarès
- Super Bowl : 1

Pittsburgh Steelers: Super Bowl XL come coordinatore offensivo
- American Football Conference Championship: 1

Pittsburgh Steelers: 2005 come coordinatore offensivo
- National Football Conference Championship: 1

Arizona Cardinals: 2008
- NFC West division: 2

Arizona Cardinals: 2008, 2009

## Statistiche da giocatore
| Partite totali             | 74  |
| Partite totali da titolare | 43  |
| Yard su ricezione          | 596 |
| Touchdown su ricezione     | 5   |

## Record come capo-allenatore
| Squadra           | Anno   | Stagione regolare | Stagione regolare | Stagione regolare | Stagione regolare | Stagione regolare | Playoff | Playoff | Playoff                                              |
| Squadra           | Anno   | Vinte             | Perse             | Pareggiate        | Posizione         | Risultato         | Vinte   | Perse   | Risultato                                            |
| ----------------- | ------ | ----------------- | ----------------- | ----------------- | ----------------- | ----------------- | ------- | ------- | ---------------------------------------------------- |
| Arizona Cardinals | 2007   | 8                 | 8                 | 0                 | 2º NFC West       | no playoff        | -       | -       | -                                                    |
| Arizona Cardinals | 2008   | 9                 | 7                 | 0                 | 1º NFC West       | -                 | 3       | 1       | Perse il Super Bowl contro i Pittsburgh Steelers     |
| Arizona Cardinals | 2009   | 10                | 6                 | 0                 | 1º NFC West       | -                 | 1       | 1       | Uscì al Divisional Round contro i New Orleans Saints |
| Arizona Cardinals | 2010   | 5                 | 11                | 0                 | 4º NFC West       | no playoff        | -       | -       | -                                                    |
| Arizona Cardinals | 2011   | 8                 | 8                 | 0                 | 2º NFC West       | no playoff        | -       | -       | -                                                    |
| Arizona Cardinals | 2012   | 5                 | 11                | 0                 | 4º NFC West       | no playoff        | -       | -       | -                                                    |
| Tennessee Titans  | 2014   | 0                 | 0                 | 0                 | AFC South         | -                 | -       | -       | -                                                    |
| Totale            | Totale | 45                | 51                | 0                 | -                 | -                 | 4       | 2       | -                                                    |